# Pustelnik narodowy
Pustelnik narodowy – poemat epicki Jędrzeja Świderskiego, opublikowany w 1816 w Płocku. Składa się z dziesięciu pieśni opatrzonych tytułami. Jest ułożony trzynastozgłoskowcem. Roman Dąbrowski przyznaje, że poemat jest sprawnie napisany.
Żyłem lat kilkadziesiąt, gdzież są ślady bytu?

Gdzież te szczeble, po których darłem się do szczytu

Honoru i znaczenia wśród wojennej wrzawy?

Gdzież te ślady lądowej i morskiej rozprawy?